# Pere, Borsod-Abaúj-Zemplén
Pere este un sat în districtul Gönc, județul Borsod-Abaúj-Zemplén, Ungaria, având o populație de 345 de locuitori (2011). 

## Demografie
Componența etnică a satului Pere
     Maghiari (71,79%)
     Romi (18,65%)
     Necunoscut (9,56%)
     Alții (9,56%)
Componența confesională a satului Pere
     Romano-catolici (57,97%)
     Greco-catolici (13,33%)
     Reformați (13,33%)
     Necunoscută (14,49%)
     Fără religie (0,87%)
Conform recensământului din 2011, satul Pere avea 345 de locuitori. Din punct de vedere etnic, majoritatea locuitorilor (71,79%) erau maghiari, cu o minoritate de romi (18,65%). Apartenența etnică nu este cunoscută în cazul a 9,56% din locuitori.  Din punct de vedere confesional, majoritatea locuitorilor (57,97%) erau romano-catolici, existând și minorități de reformați (13,33%) și greco-catolici (13,33%). Pentru 14,49% din locuitori nu este cunoscută apartenența confesională.